# Klas Bergman (född 1942)
Klas Bergman, född 1942 i Stockholm, är en svensk-amerikansk journalist och författare, bosatt i Los Angeles där han skriver och bloggar om USA.
Bergman har huvudsakligen verkat utomlands, framför allt i USA, dit han kom första gången 1960 som student på Santa Monica High School. År 1965 avlade han Bachelor of Arts-examen i historia från Stanford University i Kalifornien där han också var journaliststipendiat, Professional Journalism Fellow, året 1982-83. 

Han har haft en lång karriär som journalist i såväl svenska som amerikanska nyhetsmedier, först på Nerikes Allehanda, Sveriges radio (Morgonekot) och Associated Press innan han 1968 kom till Dagens Nyheter som nattreporter. Där blev han kvar i tjugo år och var politisk reporter, telegramredaktör på utlandsredaktionen och tidningens utrikeskorrespondent under många år i Belgrad, Jugoslavien, Rom, Italien och i Washington, DC. 
Han lämnade Dagens Nyheter 1989  och arbetade därefter som Östeuropa-korrespondent med Warszawa som bas för den amerikanska tidningen Christian Science Monitor  och som utrikesreporter för Christian Science Monitor Television, baserad i Washington, DC.
Bergman är författare till fyra böcker och är publicerad i både Sverige och USA. I april 2017 kom han ut med boken Scandinavians in the State House -- How Nordic Immigrants Shaped Minnesota Politics. Den följde boken Amerika - drömmarnas land,  som kom ut i september 2012 och som i sin tur följdes hösten 2013 av en engelsk version med titeln Land of Dreams: A Reporter's Journey from Sweden to America. Efter åren i Östeuropa som Dagens Nyheters korrespondent kom han 1981 ut med boken Tredje bordet från höger tillsammans med DN-tecknaren Björn Berg
Han har också verkat som kommunikatör och presstalesman för olika organisationer. År 1992 utnämndes till pressråd vid svenska ambassaden i Bonn i Tyskland. Därefter har han tjänstgjort som presschef på Världsbanken och kommunikationschef på United Nations Volunteers, Stanford University, Yale University samt på OSSE:s  parlamentarikerförsamling (Organisationen för säkerhet och samarbete i Europa).